# 春城湖畔度假村
春城湖畔度假村（英語：Spring City Golf & Lake Resort），位於中國雲南省昆明市東南方陽宗海湖畔的高爾夫球度假俱樂部，佔地7500畝，1998年成立，是新加坡吉寶集團與昆明市政府合資的項目。度假村內設有兩個18洞的標準高爾夫球場（山景球場和湖景球場）、5個私人别墅住宅小區、1棟有73間客房的酒店和1個練習場。春城湖畔度假村分別於2004、2005、2007年被《亞洲高爾夫月刊》評為亞洲最佳高爾夫度假村。